# Paphiopedilum bullenianum
Espèce
Paphiopedilum bullenianum est une espèce d'orchidées du genre Paphiopedilum originaire de Malaisie.